# Diplophyllum
Diplophyllum là một chi rêu trong họ Scapaniaceae.